# Marguerite Clark
Marguerite Clark (ur. 22 lutego 1883, zm. 25 września 1940) – amerykańska aktorka filmowa.

## Filmografia
- 1914: The Crucible jako Jean
- 1916: Mała Lady Eileen jako Eileen Kavanaugh
- 1919: Dziewczyna o imieniu Mary jako Mary Healey
- 1920: All of Sudden Peggy jako Peggy O’Hara
- 1921: Porzucone żony jako Miss Mary Lucille Smith

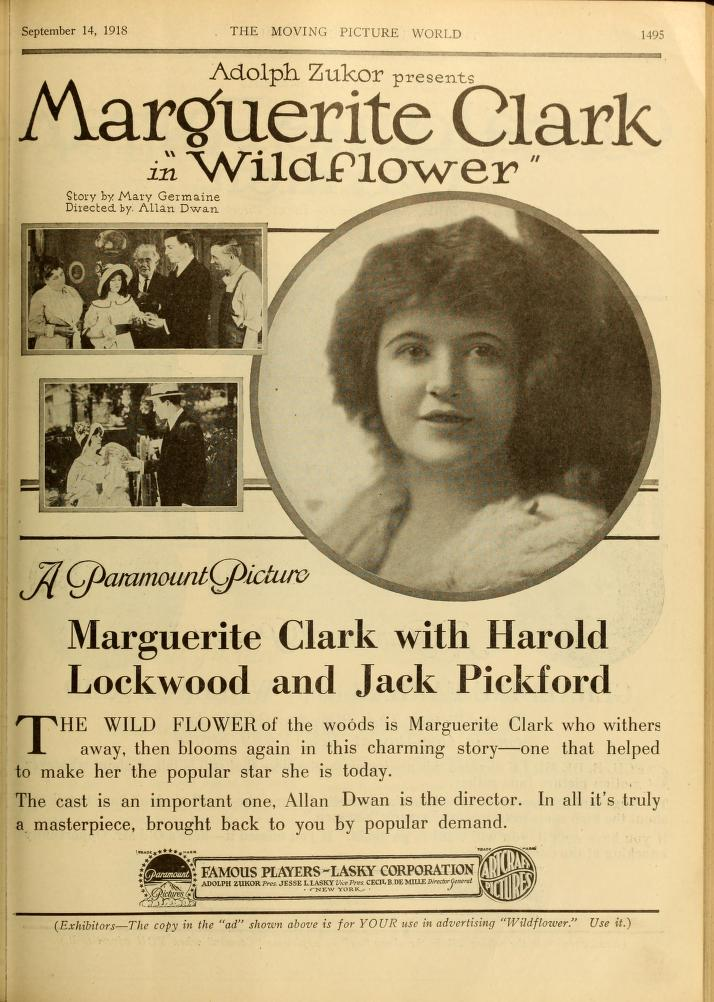
Wildflower (1914)
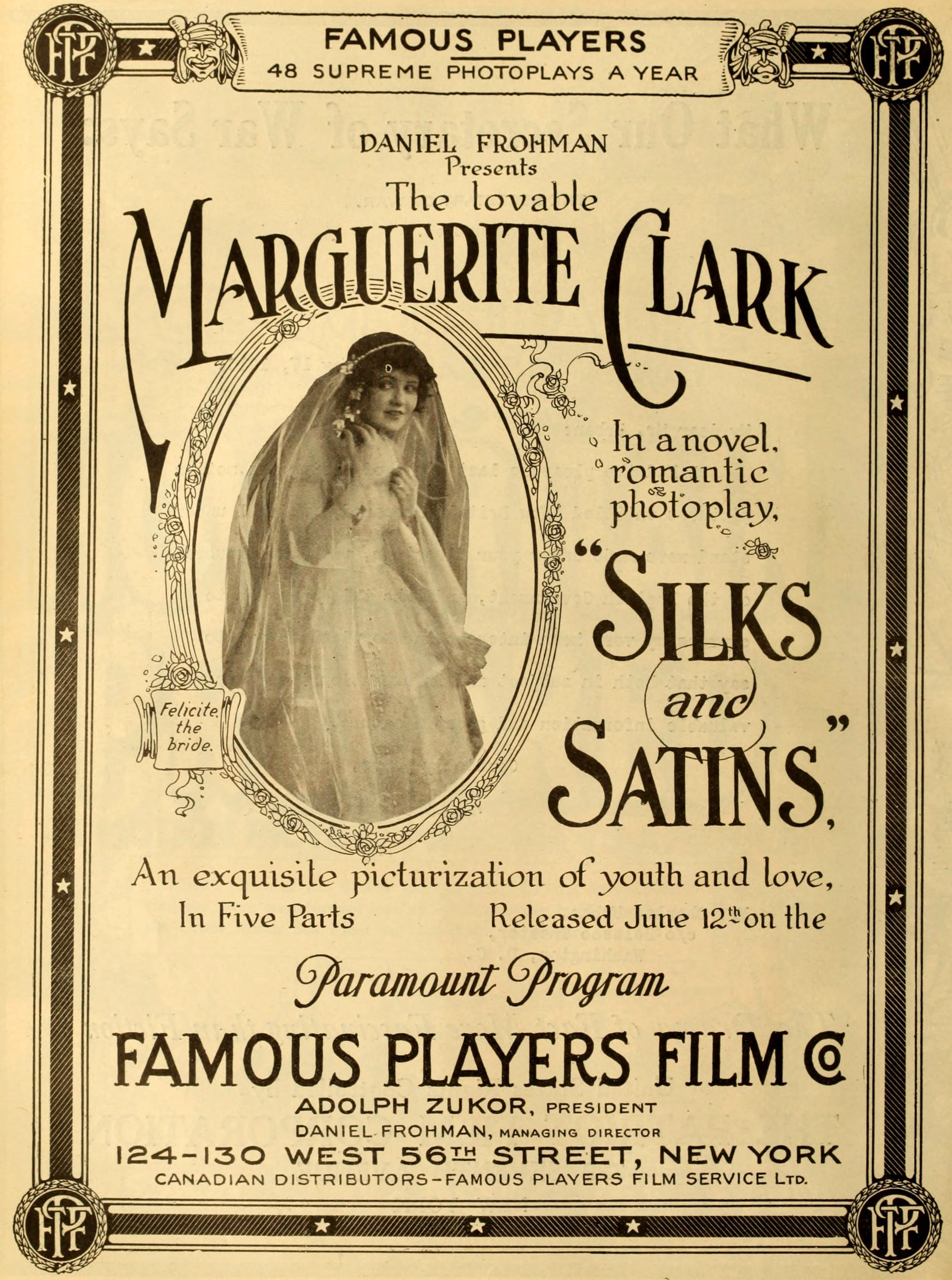
Silks and Satins (1916)
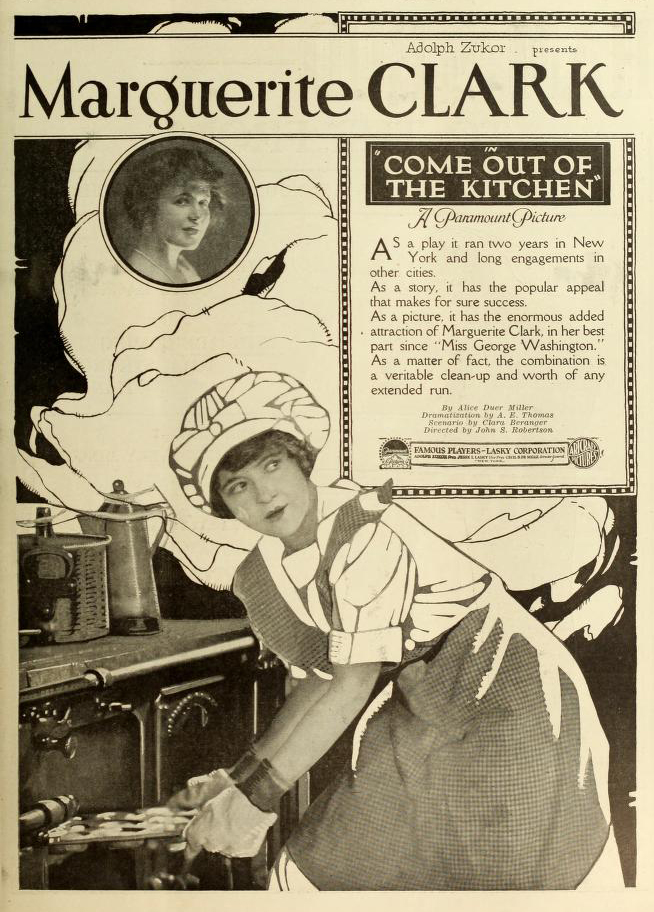
Come Out of the Kitchen (1919)

## Wyróżnienia
Posiada swoją gwiazdę na Hollywoodzkiej Alei Gwiazd.